# إيوجين سيبويا
إيوجين سيبويا (بالإنجليزية: Eugene Sseppuya)‏ (مواليد 1 أبريل 1983 في كمبالا) لاعب كرة قدم أوغندي دولي يجيد اللعب في خط الهجوم . يلعب لصالح نادي سودوفا مارييامبولي الليتواني .

## روابط خارجية
- إيوجين سيبويا على موقع الاتحاد الدولي (مؤرشف)  (الإنجليزية)
- إيوجين سيبويا على موقع الدوري الأمريكي (الإنجليزية)
- إيوجين سيبويا على موقع قاعدة بيانات كرة القدم.إي يو (الإنجليزية)
- إيوجين سيبويا على موقع ناشيونال فوتبول تيمز (الإنجليزية)
- إيوجين سيبويا على موقع Soccerway.com (الإنجليزية)